# ラポルテ五泉

ラポルテ五泉（ラポルテごせん）は、新潟県五泉市赤海にある複合施設。2021年（令和3年）10月にグランドオープンした。

## 概要
500席の多目的ホールや楽屋、多目的室などで構成される「生涯学習エリア」、農産物やニット製品の展示販売スペースやカフェスペースで構成される「産業振興エリア」、エリア間を結ぶロビーや子どもの遊び場などで構成される「共用エリア」の3つのエリアから成る。屋外には、忠犬タマ公像といったモニュメントや緑の広場、都市の広場などが整備されたほか、24時間トイレも備わっている。
施設の隣接地には商工会議所会館が郷屋川から新築移転した。

### 愛称の由来
「ポルテ」（Porte）はフランス語で「扉」を意味し、「市の更なる発展に向けて『新たな扉』が開かれる重要な拠点になってほしい」との思いが込められている。また、冠詞の「ラ」をつけると「五線譜・五線紙」の意味もある。

## 交通アクセス
- JR五泉駅より北東へ約2 km
- 五泉市ふれあいバス「ラポルテ五泉」バス停より徒歩すぐ